# Costanzana
Costanzana (Costanzan-a in piemontese) è un comune italiano di 778 abitanti della provincia di Vercelli in Piemonte.

## Geografia fisica
Il territorio comunale è pianeggiante e la sua quota varia tra i 138 m s.l.m. a sud-ovest, nei pressi del confine con Trino, e i 118 m s.l.m. a sud-est, verso Rive. Esso è attraversato in senso ovest-est dalla Marcova mentre a sud la Roggia Stura fa per un breve tratto da confine con Trino; più a nord sono invece presenti il rio Sanguinolento (un affluente della Marcova) e una vecchia derivazione della stessa che ne deviava un tempo parte della portata verso il torrente Bona.

## Storia

### Simboli
Lo stemma è stato concesso con regio decreto del 7 settembre 1933.
Il gonfalone è un drappo di bianco.

## Società

### Evoluzione demografica
Negli ultimi cento anni, a partire dal 1921, la popolazione residente si è ridotta di due terzi.
Abitanti censiti

## Geografia antropica
La popolazione è concentrata nel centro comunale al di fuori del quale, oltre ad alcune cascine isolate, sono presenti i due vecchi nuclei agricoli di Saletta e di Torrione, situati entrambi a sud del paese.

## Infrastrutture e trasporti
Tra il 1878 e il 1949 Costanzana fu servita dalla tranvia Vercelli-Trino.
Attualmente è servita da Atap con alcune corse delle linee extraurbane 60 e 94 nel periodo scolastico e dalla linea 62 tutto l'anno.

## Amministrazione

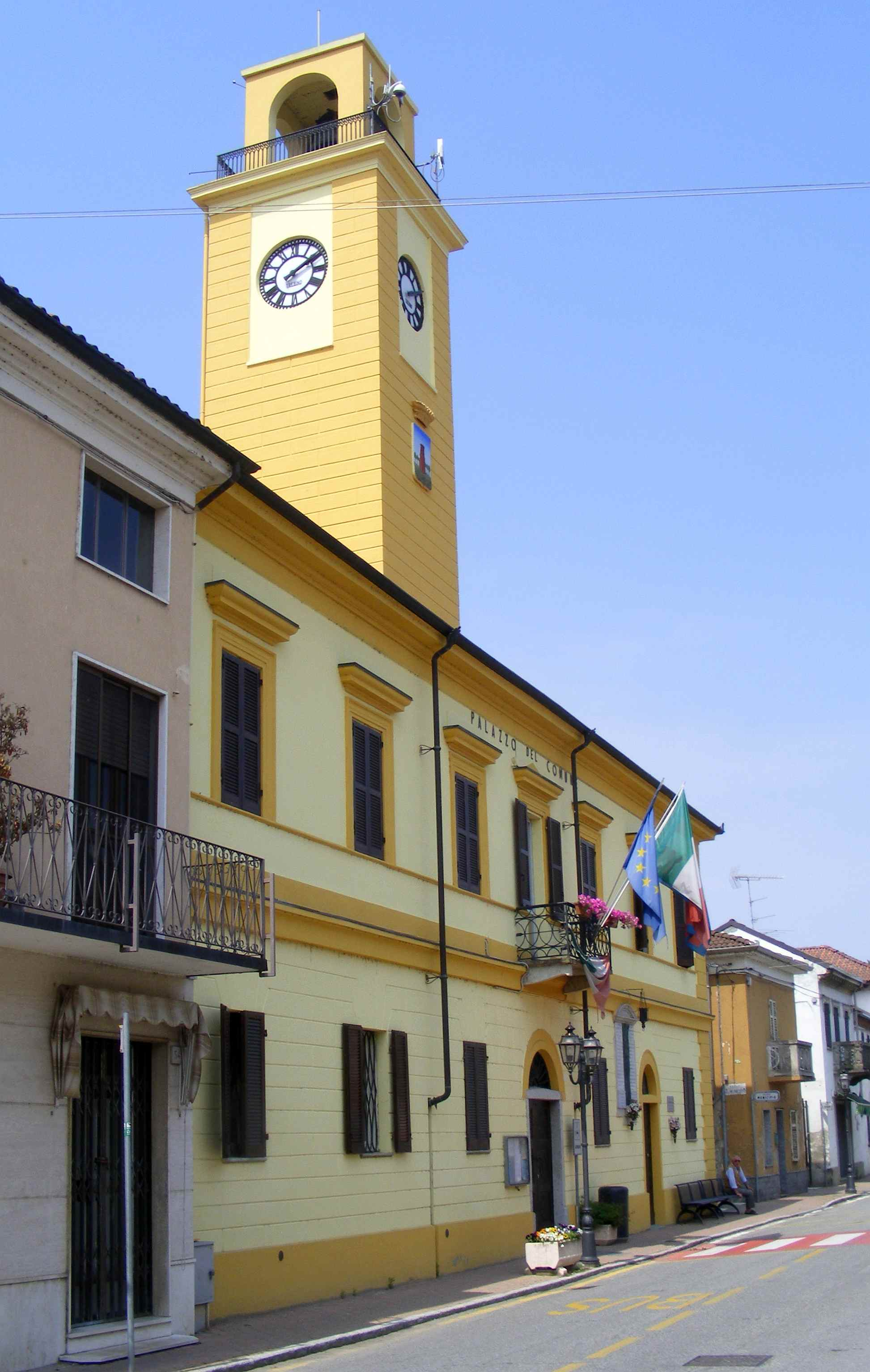
Il municipio

| Periodo | Periodo   | Primo cittadino   | Partito                              | Carica  | Note       |
| ------- | --------- | ----------------- | ------------------------------------ | ------- | ---------- |
| 2004    | 2009      | Gian Luigi Guasco | lista civica                         | Sindaco |            |
| 2009    | 2014      | Gian Luigi Guasco | lista civica                         | Sindaco | II mandato |
| 2014    | in carica | Raffaella Oppezzo | lista civica Io corro per Costanzana | Sindaco |            |